# 伊藤真奈美 (1978年生)
伊藤 真奈美（いとう まなみ、1978年10月12日 - ）は、日本の女優。吉本興業 劇団THEフォービーズの一員である。大阪府出身。

## 出演

### 舞台
- 吉本お出かけライブ
- 「ファイルカウント」
- 「モンスターパニック」
- 「スターの光」
- 「僕を忘れて」
- 「ことのは」
- 「東北ラブストーリー」
- 藤原大会議
- サカイストオールナイトライブ
- 「立ち呑みパラダイス」
- 「車谷太郎の一生」
- 「HI・KO・HA・CHI」
- アームストロング単独ライブ出演
- 「あい LOVE ゆう」
- 「ピンぼけの日、病んだ魂」

### テレビドラマ
- 五つ星ツーリスト（2015年、読売テレビ）
- 女囚セブン（2017年、テレビ朝日）
- 逃げるは恥だが役に立つ（2017年、TBS）
- 監察医 朝顔（2019年、フジテレビ） - 真紀 役
- Dr.チョコレート（2023年、日本テレビ） - レイコ 役

### テレビ番組
- 天才てれびくんMAX（NHK教育）2006年度、紙フトタッチダウン副審

### CM
- オロナミンC